# جاجاوا جولدن ستارز
جاجاوا جولدن ستارز هو نادي كرة قدم نيجيري وهو فريق أساسي في نيجيريا. ويقع مقره في مدينة هاديجيا شمال البلاد، وملعب النادي هو ملعب هاديجيا الذي يتسع ل15000 متفرج.